# Václav Mašek
Václav Mašek, né le 21 mars 1941 à Prague, est un footballeur tchécoslovaque. 

## Historique
Il a évolué en sélection nationale tchécoslovaque, où il a marqué cinq buts en seize matchs, en participant notamment à la Coupe du monde de football de 1962, où la Tchécoslovaquie termine vice-championne, perdant en finale contre le Brésil. Lors d'un match contre le Mexique, il inscrit un but après seize secondes de jeu, ce qui en fait alors le buteur le plus rapide de l'histoire de la Coupe du monde. Le Turc Hakan Şükür battra ce record quarante ans plus tard en inscrivant un but onze secondes après le coup d'envoi pendant la Coupe du monde de football de 2002. 
En club, il a marqué 127 buts en 313 matchs de championnat sous les couleurs du club tchécoslovaque de l'AC Sparta Prague.

## Palmarès
- Vice-champion du monde 1962 avec la Tchécoslovaquie
- Champion de Tchécoslovaquie 1965 et 1967 avec l'AC Sparta Prague
- Vainqueur de la Coupe de Tchécoslovaquie 1964 et 1972 avec l'AC Sparta Prague